# Lippijn
Lippijn is een Middelnederlandse sotternie.  Deze sotternie is opgeschreven in het Hulthemse handschrift, hoort bij het abele spel Esmoreit en omvat 199 regels, opgesteld in rijm.
De sotternie Lippijn gaat over een oudere man die zijn echtgenote betrapt op overspel.  Hij wordt echter door de boezemvriendin van zijn vrouw
ervan overtuigd dat hij zich vergist heeft.  Als de vrouw dit te horen krijgt (namelijk dat haar man al overtuigd is van zijn vergissing), 
doet ze er nog een schepje bovenop door haar man deze zogenaamde vergissing te verwijten.
De naam Lippijn is een vervorming van het middeleeuwse woord voor "kijken", wat een verwijzing is naar de inhoud van het stuk waarin de man verweten of voorgehouden wordt niet goed meer te zien.

## Rollen
- Lippijn
- Sijn wijf
- Haer lief (minnaar van de vrouw)
- De comere (Trise of Trees) (vriendin van de vrouw)

## Inhoud
Lippijn wordt door zijn vrouw uit wandelen gezonden om hout en water te halen (ghi moet gaen halen borre ende vier), 
terwijl zij belooft inkopen te gaan doen.
Na wat tegenpruttelen en klagen dat zijn vrouw te veel tijd verliest bij het boodschappen doen 
(Ghi pleeght soe dicwile lange te merren), 
waarop zij zich vakkundig verdedigt omdat er na haar ochtendgebed te veel volk bij de slager aanschuift 
(eer ic ten vleeschuus comen mach...    so moetic beiden tot den loep es ghedaen vanden bedranghe), 
vertrekt de man.
De vrouw verlaat eveneens het huis, naar een langverwachte afspraak met haar minnaar 
(Minnekijn, hets messelijc wat mi let), waarmee ze ogenschijnlijk passionneel omgaat 
(Wi selen noch tavont bi vrouden sijn (vrouden = vreugde)).
Lippijn is getuige van deze misstappen en verborgen bespiedt hij hen 
(Want si leet metten bloeten knien Ende hi esser tusschen gecropen).  
Hij neemt zich voor zijn vrouw te confronteren bij 't thuiskomen 
(Ic sal haer dit abuus noch tavont tongoede maken).
Bij zijn tocht terug naar huis, komt hij Trise, de boezemvriendin van zijn vrouw tegen.
Hij doet aan haar het relaas van wat hij net heeft gezien 
(Si leget en droeylt met enen anderen man).
Trise verzekert Lippijn dat hij abuis moet zijn
(U ogen sijn al verkeert Van drincken ende van ouden dagen) 
berispt Lippijn, dat die zijn echtgenote niet zomaar mag beschuldigen 
(U wijf waer daer bi ghescent) 
en dat zijn vrouw dit zeker nooit zou doen (Si en daets om al die werelt niet).  
Wanneer Lippijn overtuigd blijft van wat hij gezien heeft ( Ic sach dat si averecht lach),
verzekert Trise dat hij bedot werd door bosnimfen en kwelgeesten
(Het was ene elvinne dat daer lach).
Lippijn lijkt nog niet helemaal overtuigd, maar Trise zegt dat hij zich
geen zorgen moet maken want zijn vrouw is immers thuis 
(Comt met mi, wi selen voer u dore gaen: U wijf sit noch bi haren viere).
Tijdens het oponthoud met Trise is Lippijns vrouw alweer thuis geraakt.
Als Lippijn met Trise thuis komt, beseft Lippijn dat hij bedot werd 
(Ic sie wel, die scouwen die sijn mijn).
Trise verwijt Lippijn zijn moment van wantrouwen, en als Lippijns vrouw hoort
wat deze over haar dacht, reageert ze verbolgen (Beghindi mi anderen man ane te tiën).
Hoe schuldig Lippijn zich ook voelt omwille van zijn zogezegde miskleun, 
zijn vrouw is onvergevend (Ghi selter nochtan smeten omme ontfaen), waarna
het stuk eindigt in een ruzie (Hier vechtensi).

## Opvoeringen
- 2006-04-11 Opvoering van Lippijn in Utrecht
- in authentieke kledij en uitspraak 
  - 2007-05-01 te Koksijde openlucht opvoering (abdij Ten Duinen).
  - 2006-09-17 te Hoeilaart openlucht opvoering tijdens de Druivenfeesten.
  - 2003-04-12 te Antwerpen opvoering ter gelegenheid van Nationaal Congres voor Geschiedenis van het Davidsfonds.
  - 2002-07-04 e.v. te Leuven opvoering in combinatie met opvoering van het abele spel Esmoreit.